# Palenie książek w Niemczech w 1933 roku

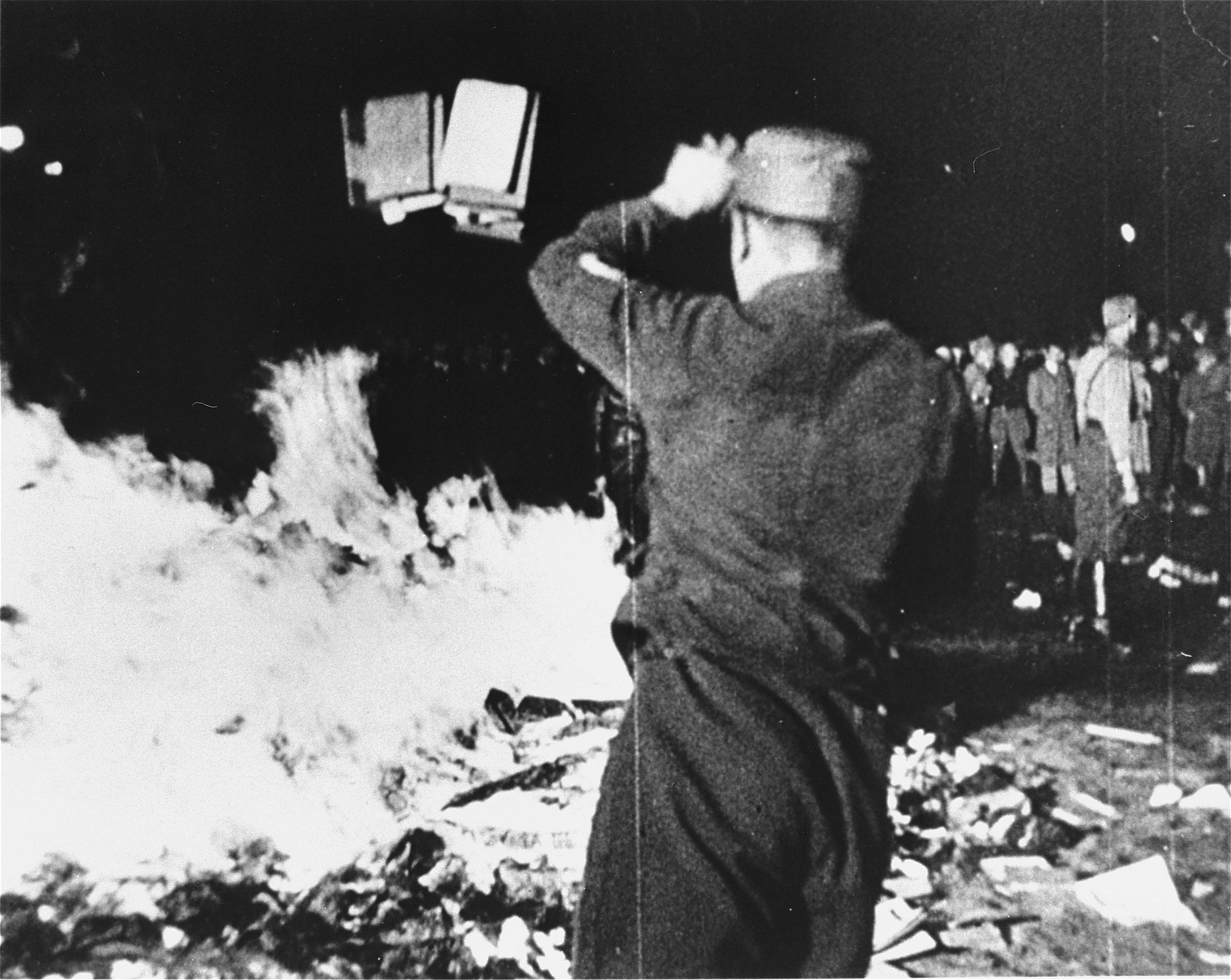
Palenie książek na Opernplatz w Berlinie. Rok 1933

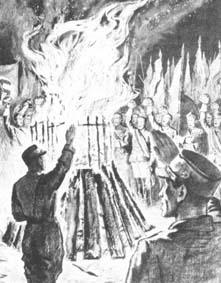
Rycina ukazująca akcję palenia książek z 1933

Palenie książek w Niemczech w 1933 roku – zapoczątkowana w 1933 r. na terenie III Rzeszy i Austrii kampania niszczenia książek, prowadzona przez samorządy studenckie skupione wokół Niemieckiego Związku Studentów (niem. Deutsche Studentenschaft; DSt), której celem była manifestacja niszczenia literatury uznanej za „nieprawomyślną” przez niemieckich studentów. Palono te książki, które wskazywały w swych treściach na opozycję do ideologii narodowego socjalizmu – przede wszystkim niszczono literaturę autorów żydowskich, pacyfistycznych, klasycznego liberalizmu, anarchizmu, socjalizmu i komunizmu oraz książki religijne.

## „Akcja przeciwko nieniemieckiemu duchowi”
Już na początku kwietnia 1933 Niemiecki Związek Studentów oraz ramię partii Narodowosocjalistycznej Niemieckiej Partii Robotników (NSDAP) – Narodowosocjalistyczny Niemiecki Związek Studentów (NSDStB) rozpoczęły sporządzanie list z literaturą, która miała zostać uznana za zakazaną. Tworzeniu „czarnych list” przewodniczył bibliotekarz i członek partii NSDAP – Wolfgang Herrmann (1904–1945). Pomagali mu dwaj inni bibliotekarze – Hans Engelhard i Max Wieser. Pracując wspólnie pod egidą Związku Niemieckich Bibliotekarzy Publicznych (niem. Verband Deutscher Volksbibliothekare, VDV), nie tylko układali listy, ale również „oczyszczali” berlińskie biblioteki z „kulturowego bolszewizmu” – dzieł bolszewickich, marksistowskich i żydowskich. Ich akcję wspierał ówczesny nadburmistrz Berlina Heinrich Sahm (1877–1939).
6 kwietnia 1933 zarząd Niemieckiego Związku Studentów utworzył Główne Biuro Prasy i Propagandy pod kierownictwem studenta prawa Hansa Karla Leistritza (1909–1994). 8 kwietnia 1933 Główne Biuro Prasy i Propagandy ogłosiło ogólnonarodową „akcję przeciwko nieniemieckiemu duchowi” (niem. Aktion wider den undeutschen Geist), która miała rozpocząć się 12 kwietnia „kampanią oświecenia” i zakończyć publicznym spaleniem „literatury żydowskiej i zdeprawowanej”. Akcja miała być wkładem w „odnowienie Rzeszy” (niem. Erneuerung des Reichs) i znalazła odzwierciedlenie w „oczyszczaniu” (niem. Säuberung) literatury poprzez zorganizowane palenia stosów książek w największych miastach nowo powstałej III Rzeszy (15 marca 1933). Studenci mieli „oczyszczać” swoje prywatne księgozbiory, a związki studenckie dopilnować „oczyszczania” bibliotek publicznych. Oprócz studentów w paleniu książek brały udział takie organizacje jak: Hitlerjugend, Kampfbund für deutsche Kultur (Związek Walki o Niemiecką Kulturę), Deutschnationaler Handlungsgehilfen-Verband (Narodowoniemiecki Związek Pomocy).
Kampania nawiązywała do zgromadzenia studenckiego na Zamku Wartburg – Wartburgfest w 1817 – podczas którego 450 studentów z jedenastu uniwersytetów niemieckich demonstrowało na rzecz liberalnego niemieckiego państwa narodowego i miało palić książki, m.in. Geschichte des deutschen Reichs Augusta von Kotzebue (1761–1819). Nawiązanie do wydarzeń wartburskich przyczyniło się do szerszej akceptacji kampanii przez stowarzyszenia studenckie.

### Dwanaście Tez

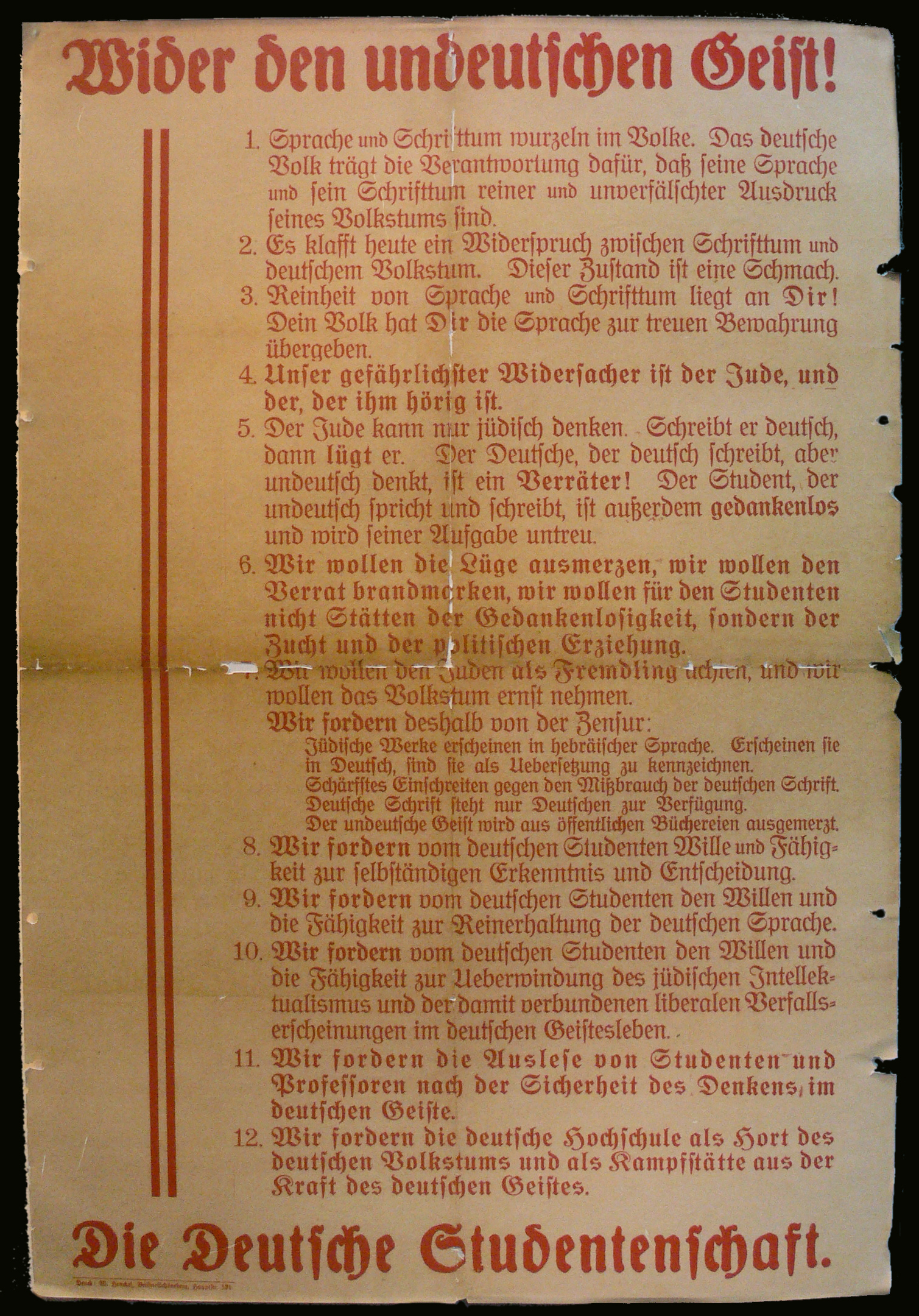
Fotografia z „12 tezami przeciwko nieniemieckiemu duchowi”

12 kwietnia 1933 Niemiecki Związek Studentów opublikował „Dwanaście Tez” programowych (niem. 12 Thesen wider den undeutschen Geist), nawiązując tym samym do 95 tez autorstwa Marcina Lutra. Dwa dni później (14 kwietnia) pojawiły się w pełnym tekście w gazecie Völkischer Beobachter. Tezy wzywały do „oczyszczania” języka niemieckiego i literatury niemieckiej i miały silny wydźwięk antysemicki. List z tezami został rozesłany do 60 niemieckich literatów z prośbą o poparcie.
19 kwietnia wezwano studentów do bojkotu zarówno żydowskich nauczycieli akademickich, jak i tych należących do organizacji komunistycznych czy organizacji Reichsbanner.

### Lista autorów zakazanych i „oczyszczanie” bibliotek publicznych
Akcja „oczyszczania” bibliotek publicznych rozpoczęła się bardzo szybko – w dniach 22–23 kwietnia umundurowani studenci uczelni wrocławskich, pod ochroną policji i przy pomocy wielu bibliotekarzy, zarekwirowali ponad 10 tysięcy sztuk książek. Podobne akcje odbywały się w innych miastach. 27 kwietnia Główne Biuro Prasy i Propagandy rozesłało listę Hermanna z nazwiskami 71 autorów, która miała być uzupełniona w kolejnych dniach. Ostateczna lista była gotowa 8 maja, a znalazło się na niej 131 autorów – 94 niemieckojęzycznych i 37 obcojęzycznych – m.in. Bertolt Brecht (1898–1956), Ilja Erenburg (1891–1967), Heinrich Mann (1871–1950), Thomas Mann (1875–1955) i Stefan Zweig (1881–1942).
6 maja 1933 roku bojówki Niemieckiego Związku Studentów zajęły i splądrowały Instytut Seksuologiczny w Berlinie paląc 20 tysięcy woluminów i 5 tysięcy zdjęć, wymuszając tym samym rychłe zakończenie jego działalności.
Rodzaje „zakazanej literatury”:
- prace „zdrajców, emigrantów i autorów zagranicznych”, którzy zostali uznani za atakujących i oczerniających „Nowe Niemcy”
- literatura marksistowska (komunistyczna i bolszewicka)
- literatura pacyfistyczna
- literatura o treści liberalnej i demokratycznej oraz pisma wspierające Republikę Weimarską
- wszelkie pisma historyczne, które miały na celu „oczernianie historii, kultury i narodu niemieckiego”
- pisma filozoficzne i społeczne odnoszące się do filozofii oświecenia, darwinizmu i monizmu
- monografie popierające „sztukę dekadencką, bezkrwawą i czysto konstruktywistyczną”
- pisma dotyczące seksualności i edukacji seksualnej, które służą „egocentryzmowi jednostki i niszczą strukturę narodu”
- literatura żydowska i autorów żydowskich – niezależnie od dziedziny
- literatura popularno-rozrywkowa, która „przedstawia życie w sposób powierzchowny i służy warstwie burżuazji”
- kicz patriotyczny i narodowy w literaturze
- literatura pornograficzna i erotyczna autorów żydowskich
- wszelkie książki uderzające w Niemcy i naród niemiecki

## Wydarzenia 10 maja 1933 roku
Kulminacja wydarzeń nastąpiła 10 maja 1933, kiedy to w 20 największych miastach III Rzeszy, w tym w Berlinie, Monachium, Dreźnie i Frankfurcie nad Menem, po zmroku zorganizowano wiece, na których umundurowani w brunatne koszule studenci palili na stosach książki uznane za zakazane.

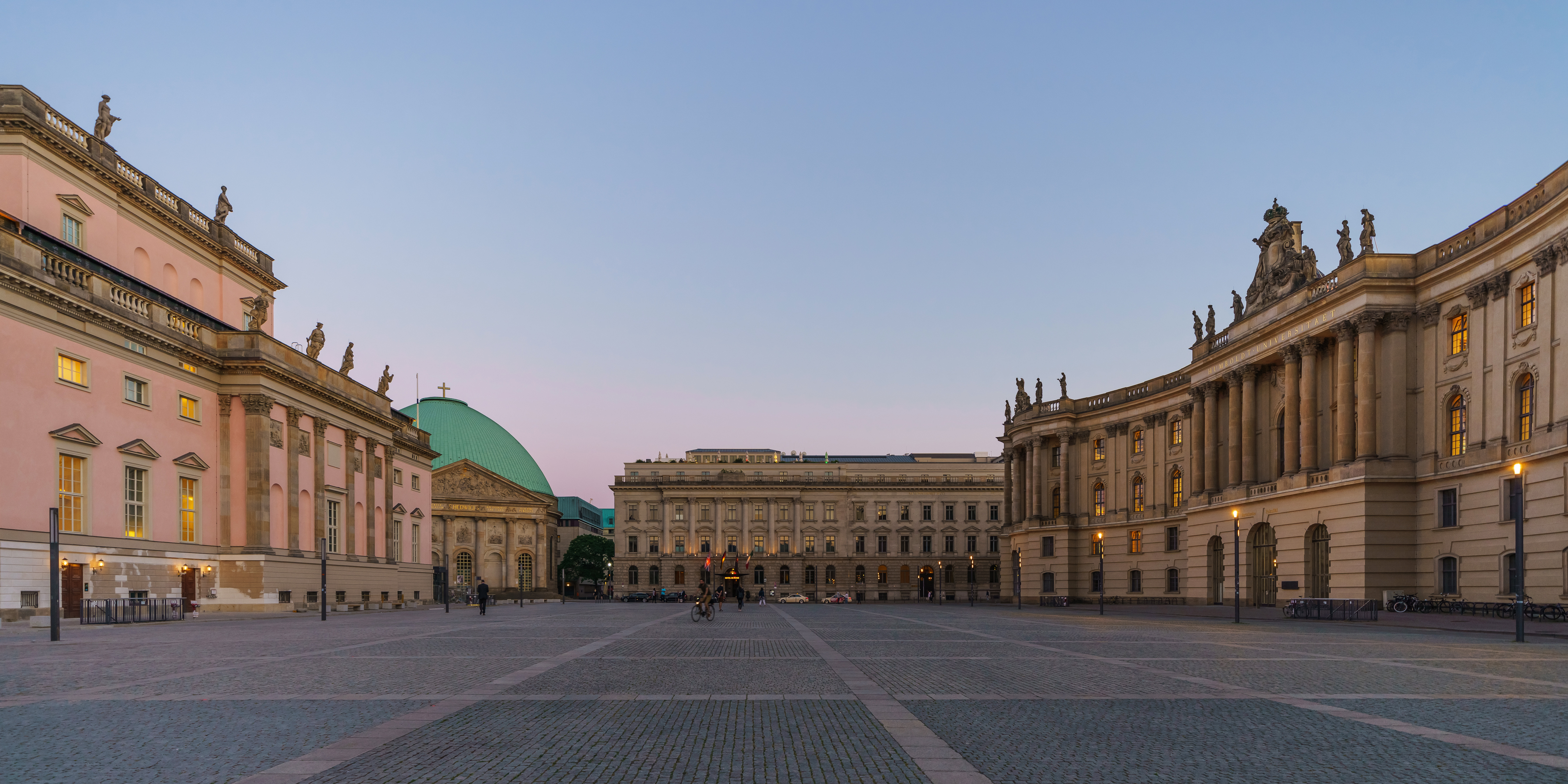
Opernplatz w Berlinie (widok współczesny)

W Berlinie sygnał do spalenia książek dał podczas swojego pierwszego wykładu na uniwersytecie berlińskim jeden z głównych ideologów nazizmu – Alfred Baeumler (1887–1968). Po wykładzie studenci przemaszerowali z pochodniami na berliński Opernplatz przy Unter den Linden, gdzie spalili na stosie 20 tysięcy książek przy dźwiękach muzyki marszowej i ludowej. Dziewięciu studentów, reprezentujących dziewięć zakazanych nurtów, wyrzucało książki na stos po wygłoszeniu wezwania (niem. Feursprüche) przez prowadzących „ceremonię”. Wezwania były krótkimi atakami na określone książki za ich nie-niemieckość. W wydarzeniu uczestniczył minister propagandy Joseph Goebbels (1897–1945), który prorokował, że z popiołu spalonych defetystycznych, pacyfistycznych i antyniemieckich książek – tak jak Feniks – powstanie nowa Rzesza. Paleniu książek na Opernplatz miało przyglądać się 40 tysięcy osób, a rozgłośnia radiowa Deutschlandsender nadawała relację „na żywo”. Wśród tłumu znajdował się pisarz Erich Kästner (1899–1974), który patrzył jak na stosie płonęły książki jego autorstwa.
W Monachium akt palenia książek poprzedzony był uroczystym nadaniem stowarzyszeniom studenckim statusu organów państwowych, w audytorium Uniwersytetu Ludwika i Maksymiliana w Monachium. Po ceremonii studenci przemaszerowali z pochodniami na Königsplatz, gdzie dokonano palenia książek w obecności 50 tysięcy osób.
Książki palone były następnie w czerwcu (w tym 21 czerwca w dniu przesilenia letniego). Natomiast wiece „niestudenckie” z paleniem książek odbywały się już od marca do kwietnia 1933. Na wiecach tych przemawiali również wysocy działacze NSDAP, m.in. minister propagandy Joseph Goebbels, który na jednym z mitingów ogłosił „kres epoki przerafinowanego żydowskiego intelektualizmu”.

### Niestudenckie wiece z paleniem książek
| - Berlin: 15 marca - Bochum: 10 marca - Brunszwik: 9 marca - Coburg: 7 maja - Drezno: 7 marca, 8 marca - Düsseldorf: 11 kwietnia - Heidelberg: 12 marca - Kaiserslautern: 26 marca | - Lipsk: 1 kwietnia, 2 maja - Monachium: 6 maja - Münster: 31 marca - Rosenheim: 7 maja - Schleswig: 23 kwietnia - Spira: 6 maja - Würzburg: 10 marca - Wuppertal: 1 kwietnia |

### Wiece studenckie z paleniem książek
| - Bad Kreuznach: 10 maja - Bamberg: 1 lipca - Bautzen: 9 sierpnia - Hamburg-Bergedorf: 24 czerwca - Berlin: 10 maja - Bochum: 9 czerwca - Bonn: 10 maja - Brunszwik: 10 maja - Bremen: 10 maja - Wrocław: 10 maja - Darmstadt: 21 czerwca - Dortmund: 10 maja - Drezno: 10 maja - Düsseldorf: 11 maja - Erlangen: 12 maja - Eutin: 24 czerwca - Essen: 21 czerwca - Flensburg: 30 maja | - Frankfurt nad Menem: 10 maja - Freiburg im Breisgau: 17 i 24 czerwca - Gengenbach: 17 czerwca - Gießen: 8 maja - Göttingen: 10 maja - Greifswald: 10 maja - Güstrow: 15 czerwca - Halle: 12 maja - Hamburg: 15 i 30 maja - Hamm: 20 maja - Hanower: 10 maja - Hann. Münden: 10 maja - Haslach im Kinzigtal: 24 czerwca - Hausach: 24 czerwca - Heidelberg: 17 maja oraz 16 i 17 czerwca - Helgoland: 18 maja - Jena: 26 sierpnia | - Karlsruhe: 17 czerwca - Kassel: 19 maja - Kleve: 19 maja - Kiel: 10 maja - Kolonia: 17 maja - Königsberg: 10 maja - Landau: 10 maja - Lübeck: 26 maja - Mainz: 23 czerwca - Mannheim: 19 maja - Marburg: 10 maja - Monachium: 10 maja - Münster: 10 maja - Neubrandenburg: 31 maja - Neustadt an der Weinstraße: 14 maja - Neustrelitz: 13 maja - Norymberga: 10 maja - Offenbach am Main: 22 maja | - Offenburg: 17 czerwca - Pforzheim: 17 czerwca - Recklinghausen: 14 lipca - Regensburg: 12 maja - Rendsburg: 9 października - Rostock: 10 maja - Schiltach: 1 lipca - Schleswig: 23 czerwca - Stuttgart, Tübingen:? - Uetersen: 10 maja - Weimar: 21 czerwca - Wilsdruff: 23 września - Wolfach: 24 czerwca - Worms: 10 maja - Würzburg: 10 maja - Zell am Harmersbach: 19 czerwca |

## Upamiętnienie wydarzeń

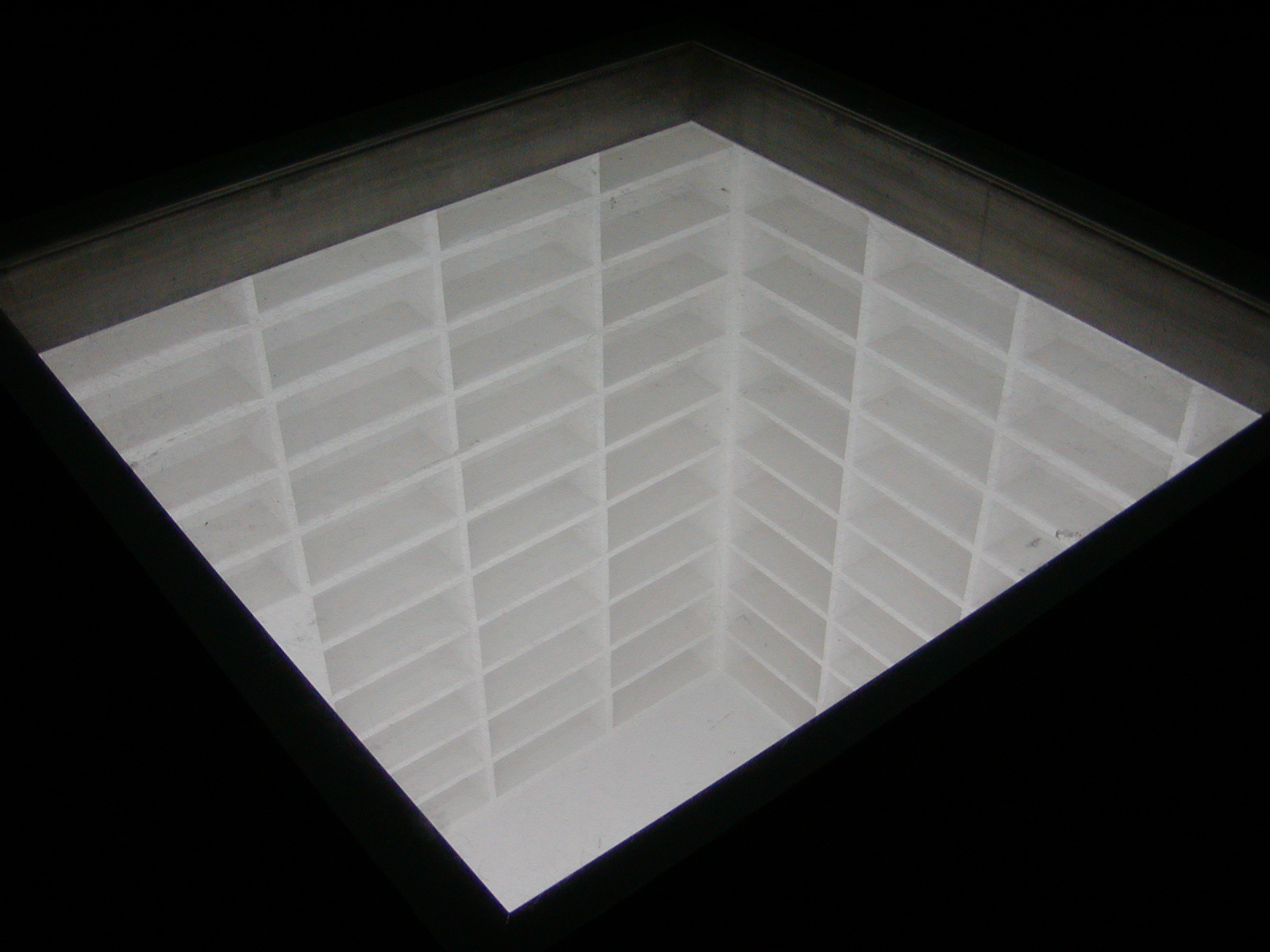
Pomnik na Bebelplatz w Berlinie, upamiętniający spalenie książek w tym miejscu 10 maja 1933

Wydarzenia z 10 maja 1933 upamiętnia podziemny pomnik w Berlinie, który umiejscowiony jest dokładnie w tym miejscu na placu Bebelplatz (dawn. Opernplatz), gdzie palono stos z książkami. Pomnik, wnikający na głębokość 8 metrów, nakryty jest przeźroczystą płytą przez którą widać podziemne pomieszczenie z pustymi regałami, które mogłoby pomieścić 20 tysięcy książek – liczbę odpowiadającą książkom spalonym w 1933. Pomnik zaprojektowany przez izraelskiego artystę Michę Ullmana stanął na placu w 1995. Obok znajduje się tabliczka, na której wypisano słynny aforyzm Heinricha Heinego z początku XIX wieku: „To tylko preludium – tam, gdzie pali się książki, w końcu pali się też ludzi”.
United States Holocaust Memorial Museum zorganizowało wystawę objazdową pt. Fighting the Fires of Hate: America and the Nazi Book Burnings, na której pojawiły się fotografie, dokumenty oraz materiały filmowe ukazujące tamte wydarzenia. W 2014 wystawa pokazywana była m.in. w Teksasie, Dakocie Północnej oraz w Montanie.

## Palenie książek przez nazistów w popkulturze
Wydarzenia dotyczące palenia książek przez nazistów zostały ukazane w filmie przygodowym pt. Indiana Jones i ostatnia krucjata z 1989. W scenie z filmu główny bohater (Indiana Jones) przyjeżdża do Berlina, by odzyskać dziennik swojego ojca. Zjawia się na miejscu w momencie, gdy trwa wiec nazistów, na którym odbywa się rytualne palenie książek. Scena ta jest anachroniczna, gdyż fabuła filmu rozgrywa się w 1938, a wiece z paleniem książek miały miejsce pięć lat wcześniej.